# Molossus barnesi
Molossus barnesi (Молос Барнса) — вид кажанів родини молосових.

## Етимологія
Пан Барнс (Barnes) (дати і повне ім'я не знайдені), з Французької Гвіани, послав типовий зразок цього кажана Олдфілду Томасу в Британський музей природної історії. На жаль, Томас не записав ніяких інших подробиць.

## Поширення
Країни проживання: Французька Гвіана.